# 天主教艾伯塔的圣保罗教区
天主教艾伯塔的聖保羅教區（拉丁語：Dioecesis Sancti Pauli in Alberta）是加拿大一個羅馬天主教教區，屬埃德蒙頓總教區。1948年7月17日升為教區。
教區位於艾伯塔中部和東部。2010年有教友57,373人，佔轄區總人口44.1%。教區下轄六十個堂區，有廿一名司鐸。現任教區主教為保祿·泰里奧。